# Stanley Park (Liverpool)

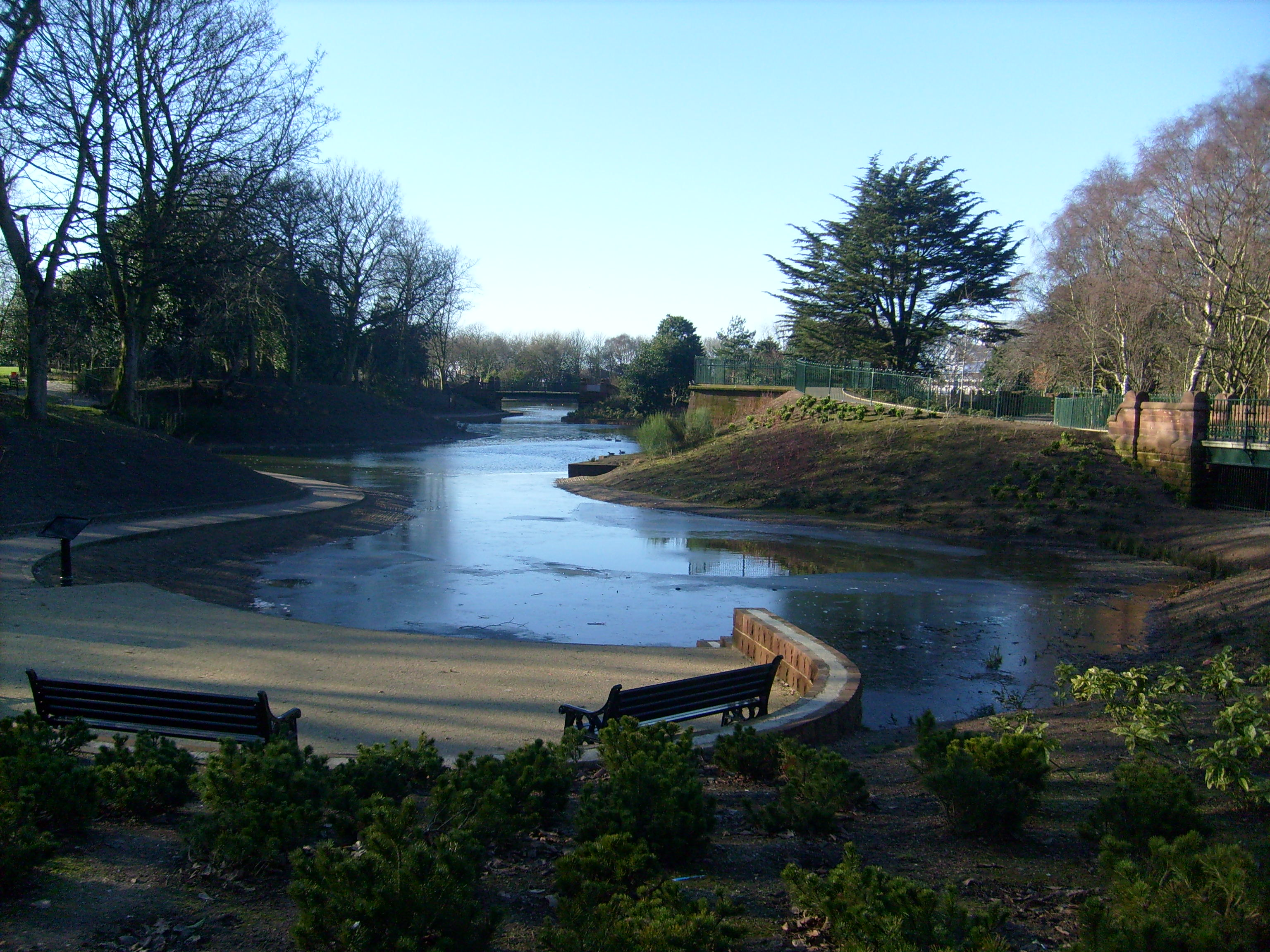
Der Stanley Park (2010)

Der Stanley Park ist ein 45 Hektar großer Park in der englischen Stadt Liverpool. Mit Joseph Hubback eröffnete der damalige Bürgermeister von Liverpool am 14. Mai 1870 die von Edward Kemp entworfene Grünanlage. Aufgrund seiner besonderen Anordnung und architektonischen Struktur gilt er als der bedeutsamste Park in der Stadt. Besonders zu beachten innerhalb der Wohnanlagen ist das 1899 erbaute und mittlerweile denkmalgeschützte Gladstone Conservatory. Zwischen 50 und 60 % der Fläche des Stanley Parks bestehen aus offenen Rasenflächen, die sich vor allem für diverse sportliche Aktivitäten und zur freizeitlichen Erholung nutzen lassen. Dazu kommen speziell entworfene Gartenanlagen und Seelandschaften. Die von Kemp ursprünglich erbaute Pferderennbahn „Rotten Row“ wurde bereits um 1907 herum aufgrund von fehlender Akzeptanz in Radwege umgebaut.
Wie auch der Stanley Cup und der gleichnamige Stanley Park in Vancouver ist die Parkanlage nach Frederick Arthur Stanley benannt. Die Liverpooler Stadt führt seit November 2007 weitgehende Renovierungsarbeiten durch, deren Fertigstellung für 2009 vorgesehen sind. Der Stanley Park ist bekannt dafür, dass er sich zwischen den beiden Stadien der rivalisierten Fußballvereine FC Everton und FC Liverpool befindet. 
Besonders umstritten ist die jüngste Entscheidung des FC Liverpool zur Konstruktion des neuen Stanley Park Stadiums, für das 2003 die Baugenehmigung erteilt worden war und das bis August 2012 gebaut werden soll. Nach dem Eigentümerwechsel 2010 ist allerdings unklar, ob das Bauvorhaben tatsächlich umgesetzt werden soll.
Nachdem man bereits mehr als 50 Millionen Euro für die Planung des neuen Stadions investiert hatte, gab der FC Liverpool am 15. Oktober 2012 bekannt, dass die Pläne verworfen wurden und die Anfield Road einen neuen Rang bekommt. Die Kapazität des Stadions steigt damit von aktuell 45.276 auf dann 60.000 Plätze.